# Antonina Niemiryczowa

Jełowiccy herbu Jełowicki

Antonina z Jełowickich Niemiryczowa (ur. ok. 1702 w Ożeninie, zm. prawdopodobnie 1780 we Lwowie) – polska poetka późnego baroku, tłumaczka o pseudonimie A.Z.I.N.L.O. (Antonia Z Iełowickich Niemiryczowa Litewska Oboźna). Inna wersja nazwiska: Niemierzycowa.

## Życie

### Pochodzenie i lata nauki
Urodzona w Ożeninie (Koleśnikach) w powiecie ostrogskim, w majątku swego ojca Józefa Jełowickiego (1667-1708) o przydomku Bożeniec herbu własnego, miecznika (1692), a następnie łowczego wołyńskiego. Jej matką była Konstancja z Zorzewskich (u T. Żychlińskiego: Zarzecka), primo voto Samuelowa Kałusowska, a babką - Zofia Hieronimowa Kurdwanowskich Jełowicka, która w 1704 zapisała swej wnuczce pewną sumę.
Kształciła się w klasztorze bernardynek we Lwowie, umieszczona tam zapewne dzięki pozycji swego stryja Hieronima - Macieja, kanonika lwowskiego i biskupa tytularnego Pelli. Zostawała też w domu pod opieką jakiegoś „światłego nauczyciela”, sprowadzonego z Warszawy, zapewne przede wszystkim dla nauki brata Franciszka (ur. 1699), późniejszego starosty nowosieleckiego, który otrzymał staranne wykształcenie.
Zdobyła bardzo dobrą znajomość języka francuskiego i literatury francuskiej, a także włoskiej i niemieckiej. Wiele utworów umiała na pamięć. Otrzymała ponadto przygotowanie muzyczne, grała i miała sama komponować utwory. Ponoć też malowała.

### Małżeństwo
W 1719 w Koleśnikach została wydana za mąż za Karola Józefa Niemirycza (ur. 1755) herbu Klamry, syna Władysława Niemirycza (zm. 1712), wnuka Stefana (zm. 1684) i prawnuka Stefana (zm. 1630).
W 1724 kwitowała brata Franciszka z wypłaty posagu 30.000 złp. (złotych polskich).
Zamieszkiwała z mężem, w jego dobrach, w Czerniechowie (powiat żytomierski). Niemiryczowie rozporządzali dużym majątkiem, do którego należały m.in. Kraska Dąbrowa koło Przyborska, którą Karol Niemirycz objął w 1745 po śmierci brata Aleksandra i scedowaniu mu swoich działów przez pozostałych braci. Posiadał także, zgodnie z prawem zastawnym, miasteczko Derezna w kluczu stepańskim ordynacji ostrogskiej (1749).
W okresie bezkrólewia po śmierci Augusta II Niemiryczowie trzymali stronę Stanisława Leszczyńskiego, za co po powrocie męża z elekcji oboje małżonkowie zostali najechani przez oddział wojska pułkownika Samuela Łubkowskiego, zmuszeni do zapłacenia znacznej sumy i po tygodniu trzymania w areszcie, przewiezieni zostali do tłumaczenia się przed regimentarzem. Uniewinnieni w 1734, protestowali w grodzie lwowskim przeciwko doznanej krzywdzie. Być może z tą sprawą wiąże się sprawa w Trybunale Lubelskim, która mimo przegrania, była powodem napisania przez nią pochwały sędziów Trybunału.
Niemiryczowie  posiadali zaopatrywaną w nowości bibliotekę. Oboje parali się literaturą. Antonina już około 1750. była znaną poetką. Szybko zdobyła uznanie Józefa Aleksandra Jabłonowskiego, Józefa Andrzeja Załuskiego i Jana Daniela Janockiego za czystość i wdzięk polszczyzny.
Utrzymywała korespondencję z Franciszką Urszulą Radziwiłłową, chociaż wyraźnie różniła się od niej gustem; gdy Radziwiłłowa od stylu barokowego przeszła do adaptacji klasycyzmu francuskiego, Niemiryczowa zbliżyła się do rokoka, bliższą się stając pod tym względem, a także w zakresie uprawianych gatunków literackich (romanse i drobne formy erotyki dworskiej) oraz zróżnicowania tonacji, Elżbiecie Drużbackiej.
W 1748 Karol Niemirycz dokupił wieś Horoszki w powiecie żytomierskim. Już w końcu lat 30. XVIII w. Niemiryczowie mieszkali w Złotyjowie pod Równem. Na „figury” (malowidła), zdobiące pokoje tego dworu (sceny miłosne i myśliwskie, wizerunki świętych i popularne alegorie, ornamentyka oparta na motywach ptaków), Niemiryczowa napisała wspomniane już Wiersze polskie.
W opinii współczesnych uchodziła za surowego krytyka poezji.
Niemiryczowie cieszyli się opinią łagodnych panów. W 1753 mieli proces o chłopów zbiegłych do ich wsi Wysokie z dóbr Jana Bogusza, miecznika mińskiego.
W 1744 ustanowili w katedrze lwowskiej fundusz (30.000 złp.) na jednego kanonika z rodziny Niemiryczów lub Jełowickich, pod warunkiem odprawiania dwóch mszy tygodniowo: jednej za ofiarodawców, drugiej za poddanych. Być może, w związku z tym, pozostaje wypłacenie kapitule w roku następnym 15.000 złp. (trzech Jełowickich było na tej kanonii: ostatnim był ks. doc. dr Eustachy Jełowicki, zm. w 1930).
Według panegiryku Walentego Macieja Teppera, dzieliła Antonina z kościołami swój majątek „na poły”. W 1753 wraz z mężem wznoszą i uposażają kościół w Deraźnem na Wołyniu.

### Okres późny - po śmierci męża
W czerwcu 1755 umiera Karol Niemirycz, a pogrzeb odbywa się w Równem 9 czerwca 1755. 
Po śmierci męża (zm. 1755), mieszkała okresowo na wsi, okresowo we Lwowie, a przez około dwa lata w Warszawie (prawdopodobnie w początkach panowania Stanisława Augusta, gdyż miała się prezentować i na jego dworze).
Według, dziś nie dających się sprawdzić, ustaleń rodziny, dokonanych na podstawie archiwum Łanowieckiego Jełowickich, zmarła na wsi w 1780, która to data była już wymieniana w najstarszych opracowaniach (u Pułaskiego data śmierci nawet 1789), ze wskazaniem jednak na Lwów, jako miejsce zgonu. W nowszych pracach śmierć jej datowano najpóźniej na rok 1760, a to na skutek błędnej interpretacji źródeł sądowych przez A. Prochaskę.
Faktycznie Niemiryczowa zbierała publiczne pochwały jeszcze w styczniu 1774, kiedy to wspomniany Walenty Maciej Tepper, profesor retoryki w Akademii Zamojskiej, nauczyciel poetyki jej wnuka Henryka Niemirycza, dedykował wierszem babce pupila swój, inscenizowany rok wcześniej na popisach szkolnych, Wiersz smutny śmierć męczeńską św. Jana Chrzciciela wyrażający (Zamość 1744).

## Twórczość
Debiut Antoniny stanowi tom Krótkie ze świata zebranie koniektur, odmienne alternaty przez pieśni świeckie wyrażające, samej prawdzie nieskazitelnej Bogu przez krótkie aprobaty przyznawające, od jednej polskiej damy, tj.: A.Z.I.N.L.O., komponowane dla częstej refleksji człowiekowi roku 1743, wydany we Lwowie w 1743 którego egzemplarz nie był znany Wiktorowi Gomulickiemu, miał zawierać pieśni przypominające ody Jana Chrzciciela Rousseau (Jean-Baptiste Rousseau). Unikatowy egzemplarz tej książki został odnaleziony we Lwowie. Wczesne źródła określały je różnie, jako: Carmina vernacula, Geistliche Lieder (Janocki), skąd Jan Sowiński i inni wymieniali jako Duchowne pieśni. Debiutancki tom Niemiryczowej zawiera wiersze religijne, barokowe w tonacji pobożnej, a rokokowe i wyrafinowane stylistycznie.
W 1753 ukończyła zbiór Wierszy polskich, pozostający do dziś w rękopisie. Są tam rokokowe dialogi miłosne, drobne wiersze religijne, ale także utwory emblematyczne, które ponawiają żywą jeszcze wówczas na Kresach tradycję baroku.
Niemiryczowa przełożyła wierszem popularną powieść pseudohistoryczną (co najmniej 5. przekładów w XVIII wieku): Le beau Polonois (1681r), niejakiego de Prechac i wydała pod tytułem Feniks rzadki na świecie tj. Przyjaciel w różnych intrygach i awanturach stateczny, JMPan Walewski wojewodzic chełmiński... (b.m. 1750; wyd. 2. b.m. 1783 pod tyt: Historia o kawalerze polskim Walewskim...z Beraldą w intrygach statecznej miłości zostający... i dedykowała go Stanisławowi i Józefowi Lubomirskim, właścicielom Śmilańszczyzny, nabytej po Walewskich.
Bohater romansu, zdaje się, był jednak postacią fikcyjną, którego losom nadano pozór historii autentycznej, kreślonej w powiązaniu z panowaniem Michała Korybuta Wiśniowieckiego i Jana III Sobieskiego.
Spośród XX-wiecznych krytyków literackich wiersze i rękopisy skomentował i opisał jako pierwszy Wiktor Gomulicki w obszernym, pionierskim eseju Zapomniana poetka polska. Potem przypomniał poezję Niemiryczowej Zdzisław Libera komentując: "...wiersze odznaczają się ujmującą prostotą, tchną spokojem i szczęsną wiarą opartą na ufności w Boga... [...] Wierszyki „spod figur” odznaczają się swoistym wdziękiem salonowym..." Ostatnio także Antoni Czyż w rozdziale swej monografii o poezji metafizycznej.
Utwory pisane były na odwrotach listów prywatnych do adresatki, od bratanka Wojciecha Bożeniec - Jełowickiego z Aleksandrii, Stanisława i Izabeli z Bielińskich, Franciszki Urszuli ks. Radziwiłłowej z Ołyki, ks. Lubomirskiej, R. Pociejowej itp., a kopię utworów zakończono 6 lipca 1753. 